# Lijst van burgemeesters van Ledeberg
Dit is de lijst van de burgemeesters van Ledeberg bij Gent, vanaf de Franse Tijd tot aan de fusie met Gent op 1 januari 1977.

## Koninkrijk België
- Louis Varenbergh (1835-1843)
- Pieter De Smet (1843-1845)
- L.J.M. Eggermont (1846-1855)
- Prosper Vincent Van Paemel (1855-1868)
- Edmond Van Hoorebeke (1868-1873)
- Adolf Van Ooteghem (1873-1904)
- Arthur Latour (1904-) (Wikidata)
- Polydoor De Visch (1914)
- Pieter Van Damme (1919-1921)
- Polydore De Visch (1921-1926)
- Ernest Cardon (1927-1933)
- Gaston Crommen (1933-1940)
- Gregorius Laermans (1944)
- Gaston Crommen (1944-1947)
- Achille Heyndrickx (1947-1953)
- Antoine Dhooghe (1953-1976)